# Tayabamba
Tayabamba é uma cidade do Peru, situada na região de La Libertad. Capital da província de  Patáz, sua população em 2017 foi estimada em 4.003 habitantes.